# Торстенссон, Конни
Конни Торстенссон (швед. Conny Torstensson; 28 августа 1949, Лофта, Швеция) — шведский футболист, играл на позиции полузащитника. По завершении игровой карьеры — футбольный тренер.
В качестве игрока прежде всего известен выступлениями за мюнхенскую «Баварию», а также национальную сборную Швеции. Двукратный чемпион Швеции, чемпион Германии, обладатель Межконтинентального кубка, трёхкратный обладатель кубка чемпионов УЕФА.

## Клубная карьера
В профессиональном футболе дебютировал в 1967 году выступлениями за команду клуба «Отвидаберг», в котором провёл шесть сезонов, приняв участие в 50 матчах чемпионата. В составе «Отвидаберг» был одним из главных бомбардиров команды, имея среднюю результативность на уровне 0,36 гола за игру первенства.
Своей игрой за эту команду привлёк внимание представителей тренерского штаба мюнхенской «Баварию», к составу которого присоединился в 1973 году. Сыграл за мюнхенский клуб следующие четыре сезона своей игровой карьеры. Большую часть времени, проведённого в составе мюнхенской «Баварии», был основным игроком атакующей звена команды. За годы, проведённые в Германии, трижды подряд помогал «Баварии» становиться сильнейшим клубом Европы.
В течение 1977—1978 годов защищал цвета швейцарского «Цюрих». Завершил профессиональную игровую карьеру в клубе «Отвидаберг», в составе которого выступал ранее.

## Выступления за сборную
В 1972 году дебютировал в официальных матчах в составе национальной сборной Швеции. На протяжении карьеры в национальной команде, которая длилась 8 лет, провёл в форме главной команды страны 40 матчей, забив 7 голов.
В составе сборной был участником чемпионата мира 1974 года в ФРГ, чемпионата мира 1978 года в Аргентине.

## Достижения
«Отвидаберг»
- Чемпион Швеции (2): 1970, 1971
- Обладатель Кубка Швеции (4): 1972, 1973

«Бавария»
- Чемпион Германии (1): 1973/74
- Обладатель Межконтинентального кубка (1): 1976
- Обладатель Кубка чемпионов УЕФА (3): 1973/74, 1974/75, 1975/76